# Miron Nicolescu

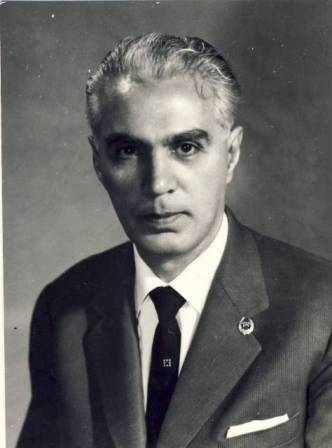
Miron Nicolescu

Miron Nicolescu (* 27. August 1903 in Giurgiu; † 30. Juni 1975 in Bukarest) war ein rumänischer Mathematiker.

## Leben
Miron Nicolescu wurde 1903 in Giurgiu im Süden Rumäniens geboren. Er studierte zunächst bis 1924 Mathematik an der Universität Bukarest, um anschließend in Paris an der École normale supérieure sowie an der Sorbonne sein Studium zu beenden. 1928 promovierte er unter Paul Montel mit der Dissertation Fonctions complexes dans le plan et dans l'espace. Nach seiner Rückkehr nach Rumänien lehrte er bis 1940 an der Nationalen Jurij-Fedkowytsch-Universität in Czernowitz, anschließend nach seiner Ernennung zum Professor an der Universität Bukarest. Zu seinen Schülern gehörten Ciprian Foias und Solomon Marcus.
Er wurde 1936 zum assoziierten Mitglied der Rumänischen Akademie, 1953 zum Vollmitglied, 1963 Präsident des Instituts für Mathematik der Rumänischen Akademie und 1966 zum Präsidenten der gesamten Rumänischen Akademie, was er bis zu seinem Tod blieb. 1972 wurde er in die Leopoldina aufgenommen.
Auf dem Internationalen Mathematikerkongress wurde er 1974 in Vancouver zum Vizepräsidenten der Internationalen Mathematischen Union gewählt.
Nicolescu verstarb 1975 im Alter von 71 Jahren.